# Newzealandia alfordensis
Newzealandia alfordensis är en plattmaskart som beskrevs av Arthur Dendy 1896. Newzealandia alfordensis ingår i släktet Newzealandia och familjen Geoplanidae. Inga underarter finns listade i Catalogue of Life.